# Satahovci
Satahovci – wieś w Słowenii, w gminie miejskiej Murska Sobota. W 2018 roku liczyła 297 mieszkańców. 